# Dariusz Bayer
Dariusz Bayer (ur. 17 września 1964 w Białymstoku) – polski piłkarz występujący na pozycji obrońcy, trener piłkarski.
Wychowanek Jagiellonii. Grał na prawej pomocy i obronie, w końcowym okresie kariery na środku pomocy. Srebrny (1981) i brązowy (1982) medalista MP juniorów. Dwukrotny mistrz Polski, zdobywca Pucharu Polski i Superpucharu Ekstraklasy.

## Sukcesy
- Mistrzostwo Polski (2) : 1990, 1994
- Puchar Polski (1) : 1994
- Superpuchar Polski (1) : 1990